# Mendipita
La mendipita és un mineral de plom, oxigen i clor, químicament és un oxiclorur de fórmula química Pb₃O₂Cl₂, de color variable, duresa 2,5 i una densitat de 7,22-7,24 g/cm³, cristal·litza en el sistema ortoròmbic. El seu nom fa referència al fet que es troba a les Mendip Hills, Anglaterra.
Segons la classificació de Nickel-Strunz, la mendipita pertany a «03.DC - Oxihalurs, hidroxihalurs i halurs amb doble enllaç, amb Pb (As,Sb,Bi), sense Cu» juntament amb els següents minerals: laurionita, paralaurionita, fiedlerita, penfieldita, laurelita, bismoclita, daubreeita, matlockita, rorisita, zavaritskita, zhangpeishanita, nadorita, perita, aravaipaïta, calcioaravaipaïta, thorikosita, mereheadita, blixita, pinalita, symesita, ecdemita, heliofil·lita, damaraïta, onoratoïta, cotunnita, pseudocotunnita i barstowita.